# Рейні-Ривер
Рейні-Ривер (англ. Rainy River, досл. «дощова річка»; фр. Rivière à la Pluie; одж. Gojijii-ziibi) — річка, приблизно 137 кілометрів (85 миля) завдовжки. Утворює частину канадсько-американського кордону, що розділяє північно-західне Онтаріо та північну Міннесоту.

## Історія

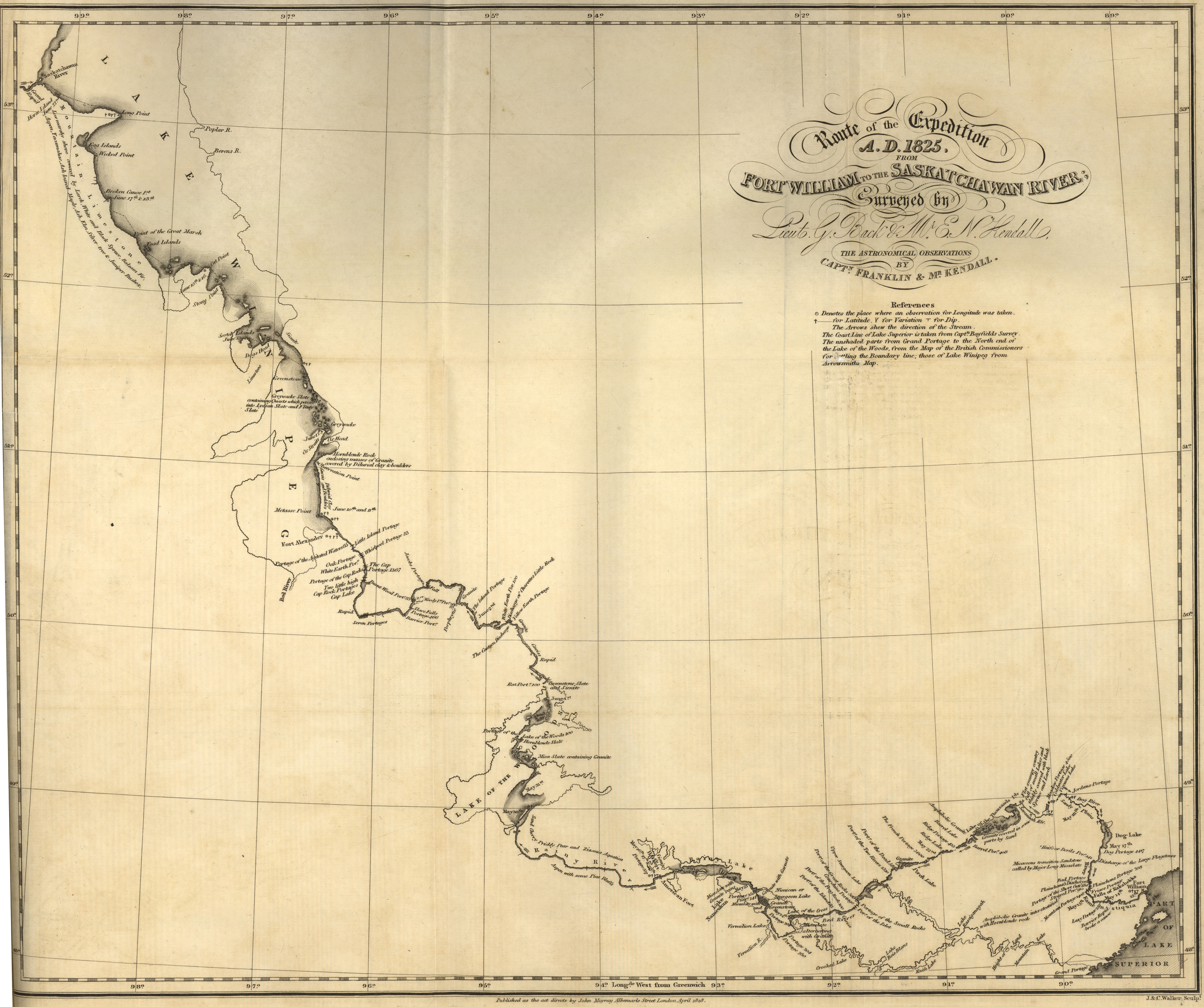
Карта річки, складена експедицією 1825 року

Річка витікає із західного боку Дощового озера (англ. Rainy Lake; фр. lac à la Pluie; одж. Gojiji-zaaga'igan) і тече загалом із заходу на північний захід, між Інтернешнл-Фоллс, Міннесота, і Форт-Френсес, Онтаріо, а також між Бодеттом, Міннесота, і Рейні-Ривер, Онтаріо. Перша нація кучичинг пов'язана з цією річкою, де вона мала традиційну територію.
Назва округу Кучичинг, штат Міннесота, походить від терміна оджибве. Дощове озеро і річку назвали французькі колоністи. Ці назви переклали англійською мовою британські колоністи. Місто Рейні-Ривер не забудували до кінця ХІХ й не назвали до початку ХХ століття.
Річка впадає в південний край Лісового озера приблизно за 19 кілометрів (12 миля) на північний захід від міст Бодетт і Рейні-Ривер. Дамба в Інтернешнл-Фоллс виробляє гідроелектроенергію з річки. Басейн річки тягнеться на схід до висоти суші близько 100 кілометрів (62 миля) на захід від озера Верхнє. Це був південно-східний кут величезної ділянки землі, наданої в 1670 році англійською короною Компанії Гудзонової затоки. Зрештою річка впадає через річку Вінніпег, озеро Вінніпег і річку Нельсон у Гудзонову затоку.
Через Рейні-Ривер проходять Міжнародний міст Баудет-Рейні-Ривер і Міжнародний міст Форт-Френсес-Інтернешнл-Фоллс.
Залізниця Онтаріо та Рейні-Ривер, відкрита в 1901 році і нині є частиною Канадської національної залізниці, пролягає річкою на канадському боці.
Англійська назва річки Rainy River та французька Rivière à la Pluie у перекладі означають «дощова річка». Мовою Оджибве річка називається Gojijii-ziibi за назвою одного з місцевих індіанських племен (воно ж дало назву округу Кучичинг).

## Відомість
Білий Чукучан вагою 2,9 кілограма, спійманий на Рейні-Ривер неподалік Ломана, штат Міннесота, є світовим рекордом Міжнародної асоціації рибальства з усіх снастей.

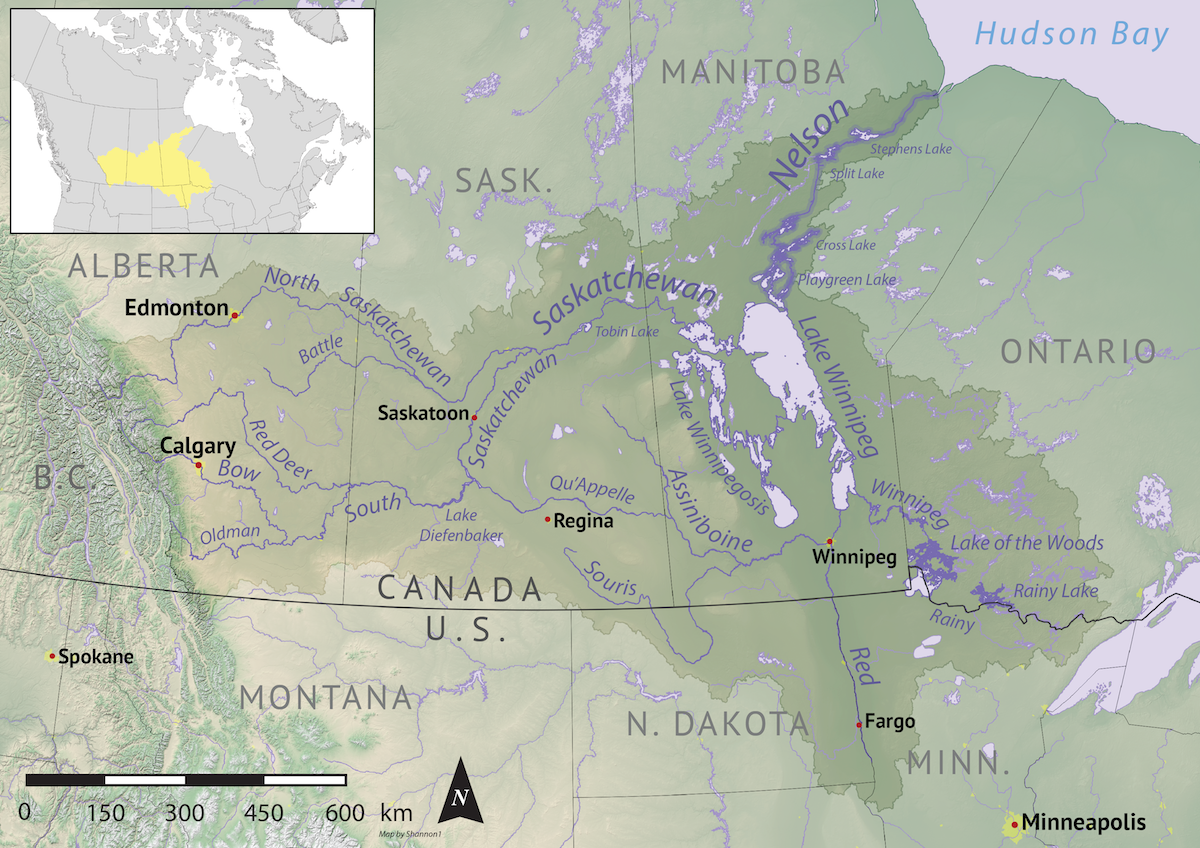
Рейні-Ривер тече на захід до Лісового озера (внизу праворуч), утворюючи частину кордону США і Канади, і зрештою стікає через річку Нельсон до Гудзонової затоки на півночі

Роман американського письменника Тіма О'Браєна «Речі, які вони несли» (1990), дія якого відбувається під час війни у В'єтнамі, містить розділ «На Рейні-Ривер», який стосується цієї території.